# Mráz Lajos
Mráz Lajos (álneve: Dér Lajos; Nagyvárad, 1911. február 23. – ?) romániai magyar újságíró, szerkesztő, Mráz Ferenc apja.

## Életútja, munkássága
Négy elemi és két ipariskolai osztály elvégzése után mint csizmadiasegéd kapcsolódott be a munkásmozgalomba; 1948-ban lett a Szakszervezeti Élet munkatársa, 1950-től a Művelődési Útmutató belső munkatársa, 1954-től a székelyföldi művelődési házak irányítója, 1956-tól a Munkásélet szerkesztője volt. Versei, elbeszélései jelentek meg nemcsak az általa szerkesztett lapokban, hanem az Utunk és A Hét hasábjain is. A Korunkban József Attila verseinek munkásmozgalmi népszerűségére emlékezett (1960/12) és Salamon Ernő kortársait szólaltatta meg (1962/5). 1990-ben a Romániai Magyar Szó, 1991-ben Kovásznán Az Ige hasábjain jelentkezett írásával.